# Турківський район (Саратовська область)
Турківський район рос. Турківський район — муніципальне утворення в Саратовській області. Адміністративний центр району — смт Турки. Населення району — 11 906 осіб.

## Географія
Розташований у західній частині області на межі лісостепової та степової зон, на Оксько-Донській рівнині, по правобережжі Хопра.

## Історія
Район утворений 23 липня 1928 року в складі Балашовського округу Нижньо-Волзького краю. До його складу увійшла територія колишньої Турківської волості Балашовського повіту Саратовської губернії.
З 1934 року район в складі Саратовського краю, з 1936 року — в складі Саратовської області.
З 6 січня 1954 року по 19 листопада 1957 року район входив до складу Балашовської області.
В 1963–1965 роках район був скасований.
З 1 січня 2005 року район перетворений в муніципальне утворення Турківський муніципальний район.

## Економіка
Район сільськогосподарський, край родючих чорноземів, виробляється зерно, соняшник, цукровий буряк, м'ясо, молоко.

## Пам'ятки
За дивовижні пейзажі околиці Турків отримали назву «Саратовська Швейцарія». У села Студьоновка б'ють ключі з холодною, чистою водою.